# Christy Turlington
Christy Turlington, née le 2 janvier 1969 à Walnut Creek (Californie), est un mannequin américain faisant partie des Supermodels des années 1990. Elle a représenté la marque Calvin Klein de 1987 à 2007 et est remarquée en 1991 pour l'important contrat qu'elle a signé avec Maybelline.

## Biographie
Son père Dwain Turlington est un pilote sur la Pan Am et sa mère María Elizabeth est une hôtesse de l'air. Son père est un Américain d'ascendance anglaise et sa mère est une Salvadorienne d'ascendance espagnole et anglaise. Avec ses deux sœurs, elle passe son enfance en Californie et est découverte à l'adolescence par Dennie Cody dans la région de Miami alors qu'elle fait de l'équitation. Alors âgée de quinze ans, l'agence Ford l'invite à Paris pour l'été précise-t-elle. Elle rencontre Naomi Campbell mais aussi Stephanie Seymour l'année suivante. Azzedine Alaïa est le premier à la faire travailler : « Il a pris soin de moi, m'a donné des vêtements, m'a présentée à des photographes ». Au début de sa carrière, elle exerce le mannequinat en parallèle de ses études, après l'école ou l'été, mais à l'âge de 18 ans, elle part s'installer à New York.
Dès 1986, elle fait la couverture du British Vogue en avril et octobre. Le duo Campbell-Turlington, rejoint par Linda Evangelista, est alors surnommé « The Trinity ».
Vers la fin des années 1980 puis au début des années 1990, elle incarne l'image publicitaire de Calvin Klein. Ces campagnes et les images qui l'incarnent deviendront des classiques de la publicité de mode de l'époque. Avedon la photographie pour la couverture du Vogue américain, marque d'une consécration. La même année, elle fait la couverture de l'édition italienne par David Bailey en janvier, celle de l'anglaise toujours par Bailey le mois suivant puis de nouveau en avril par Patrick Demarchelier, l'Harper's Bazaar américain en avril…
En mars 1991, elle ouvre le défilé milanais de Gianni Versace sur la musique de Freedom! '90. Elle fait alors partie des Supermodels toujours avec ses consœurs Linda Evangelista ou Naomi Campbell. 

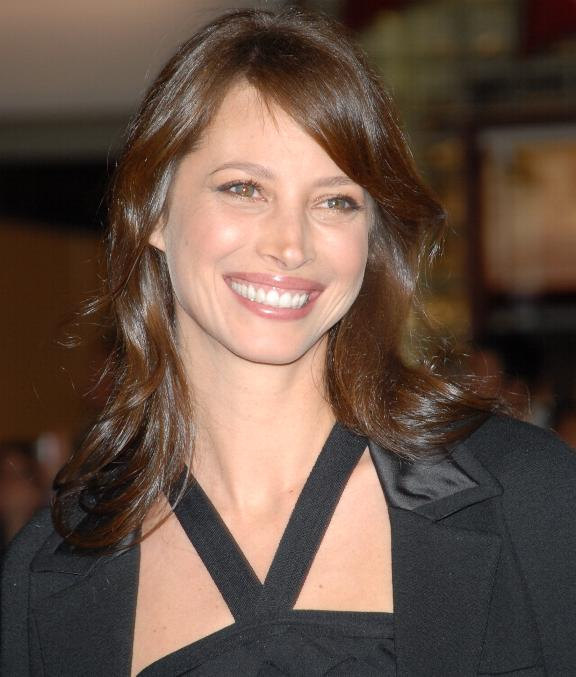
Christy Turlington en 2008.

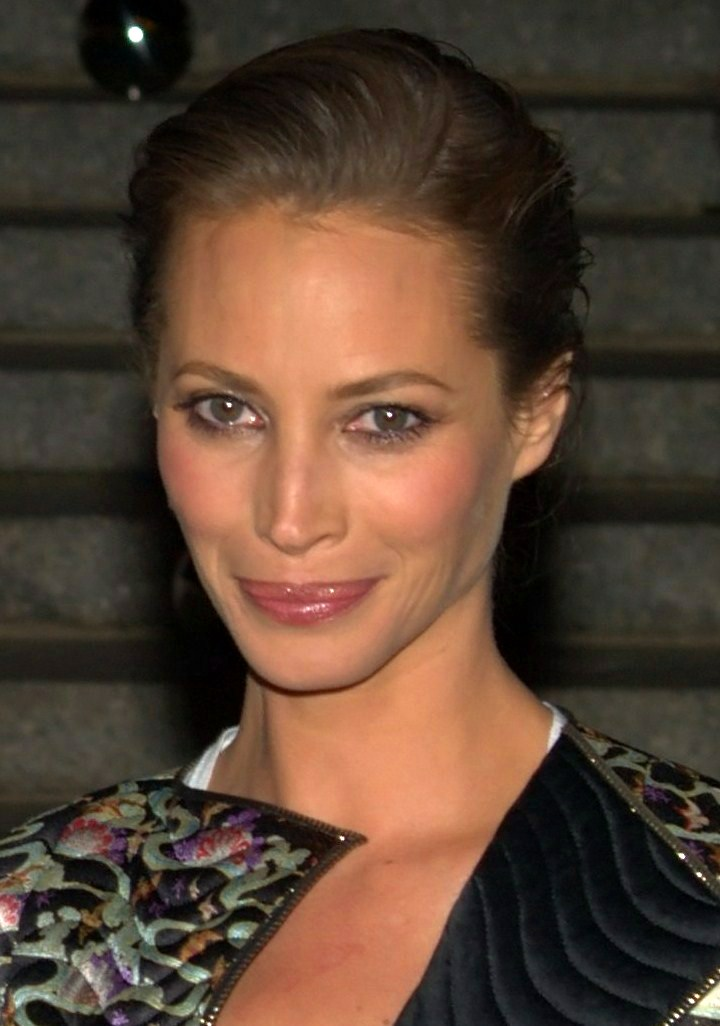
Christy Turlington en 2010.

Elle sort diplômée en « littérature et religion » de l'Université de New York en 1999. Elle se marie en juin 2003 à Edward Burns avec qui elle a deux enfants : une fille née fin 2003 et un fils né début 2006 tout en développant en parallèle des activités annexes sans jamais réellement abandonner le mannequinat,.
Sa fortune est estimée entre 18 et 20 millions de dollars. Au cours de sa carrière, elle est sur la couverture de plus de 500 magazines.